# Gare de Farbus
Gare de Farbus vasútállomás Franciaországban, Farbus településen.

## Vasútvonalak
Az állomást az alábbi vasútvonalak érintik:
- Arras–Dunkirk-vasútvonal

## Kapcsolódó állomások
A vasútállomáshoz az alábbi állomások vannak a legközelebb:
- Gare de Bailleul-Sir-Berthoult
- Gare de Vimy